# Composietframe
Een composietframe is een motorfiets-frame dat is opgebouwd met een honingraat-constructie, waardoor bij een geringe wanddikte van het materiaal toch een grote stevigheid verkregen wordt. Als materiaal kan aluminium gebruikt worden, maar op duurdere racemachines wordt ook wel carbonfiber toegepast.
Achterbrug · Balhoofd · Brugframe · Buisframe · Composietframe · Deltabox · Dubbel wiegframe · Duplex frame · E-box frame · Enkel wiegframe · FAST frame · Featherbed frame · Garden gate frame · Lateral Frame Concept · LCG Twin Tube · Loop Frame · Lowboy frame · MR-Albox · Omega frame · Open frame · Perimeter frame · Pivot frame · Pivotless frame · Plaatframe · Raked frame · Rigid frame · Semi-pivotless frame · Slimline frame · Spaceframe · Springframe · Starframe · Stijf frame · Tankframe · Twin Spar frame · Vakwerkframe · Wiegframe · Zeta frame